# 神田中通
座標: 北緯34度43分14.473秒 東経135度24分18.725秒 / 北緯34.72068694度 東経135.40520139度

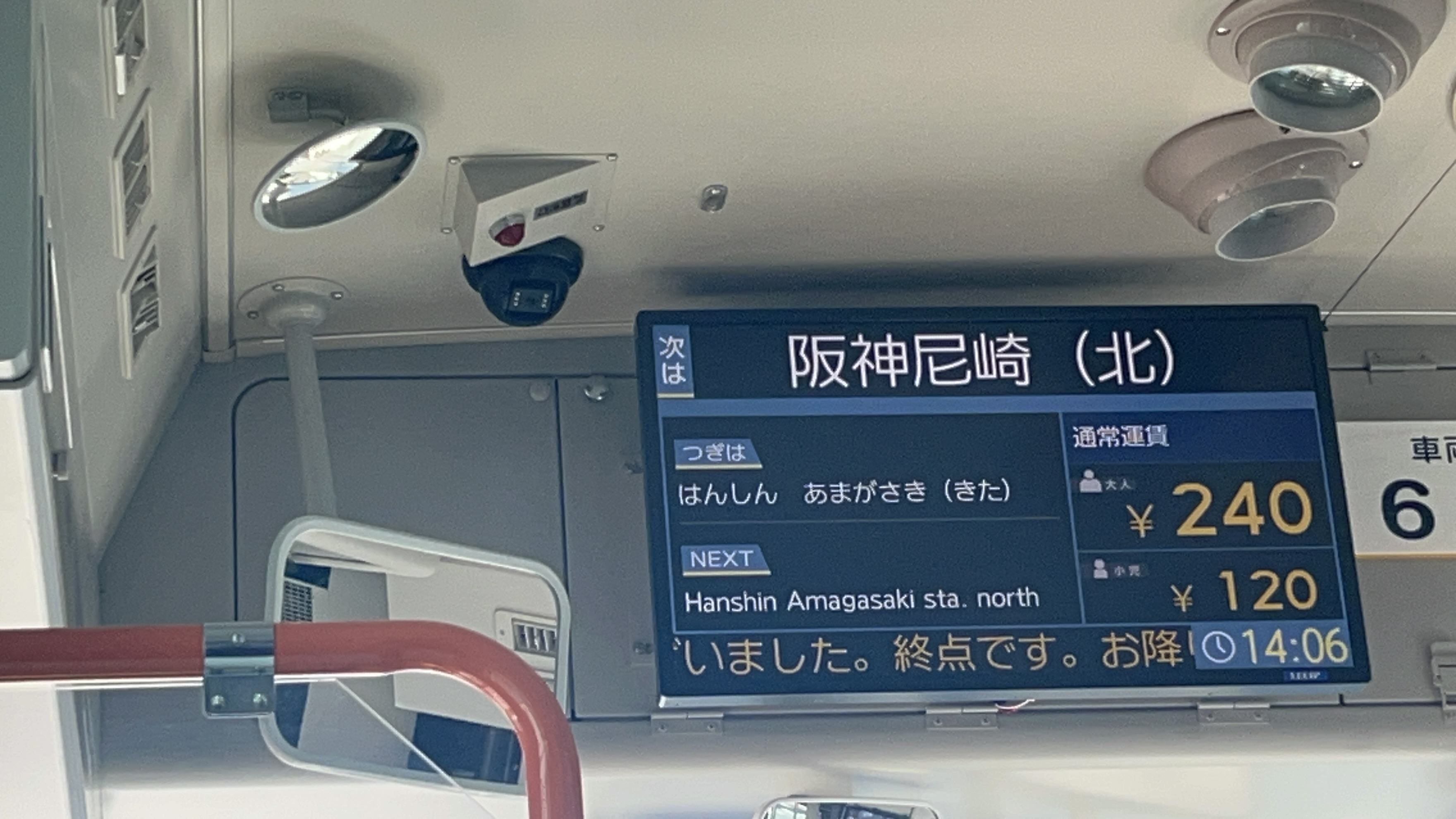
阪神バス阪神尼崎北停留所案内

神田中通（かんだなかどおり）は、兵庫県尼崎市にある町丁。1丁目から9丁目まである。郵便番号は660-0884。

## 地理
阪神尼崎駅から蓮川まである東西に長い町丁である。東は庄下川を挟んで西大物町に接する。西は蓮川を挟んで崇徳院に接する。北は神田北通、南は神田南通、西御園町、御園町と接する。

## 交通

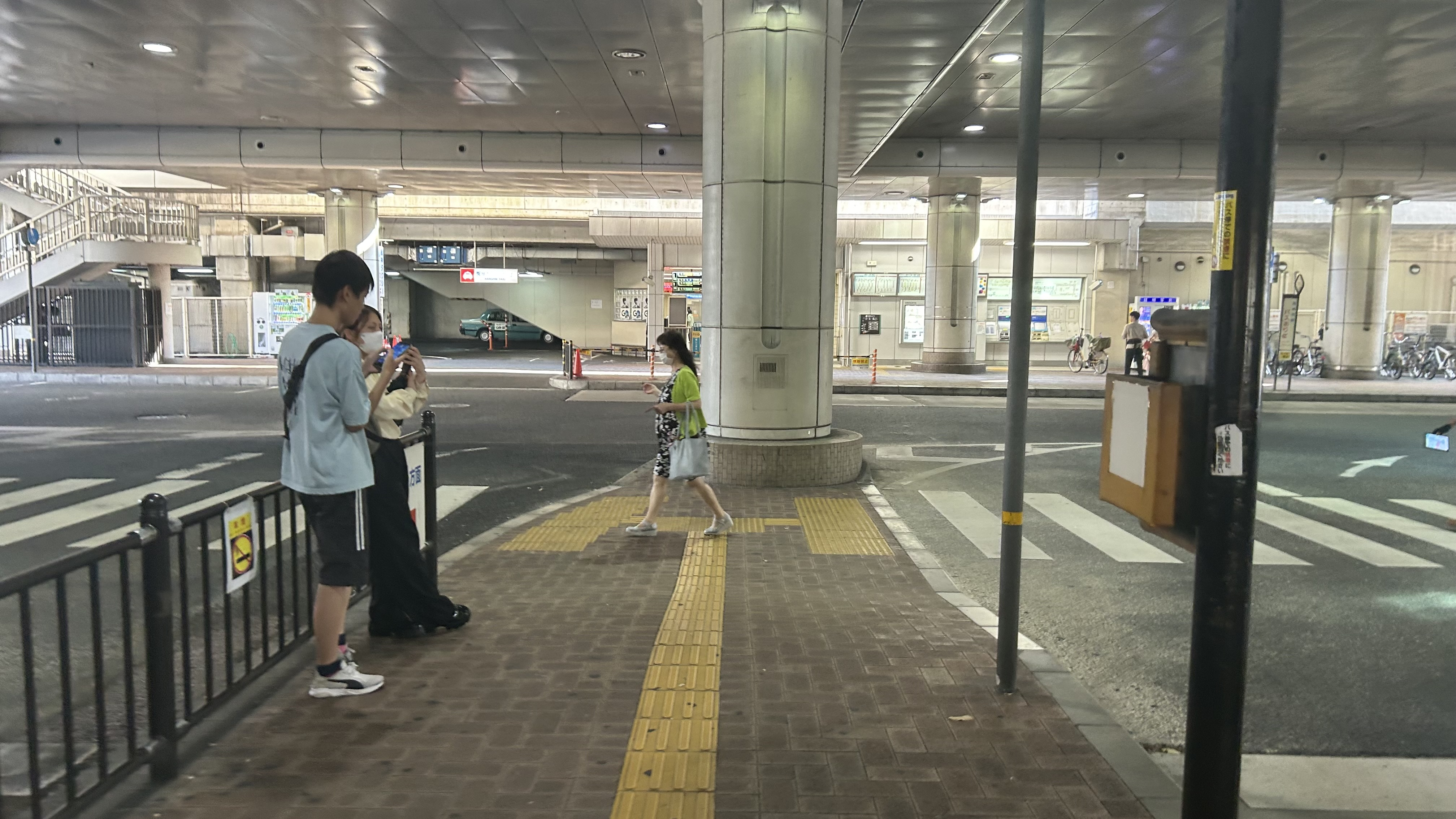
阪神尼崎バス停から阪神尼崎駅北改札口を望む

### 鉄道
鉄道は走っていない。南隣御園町の阪神尼崎駅が最寄。

## 校区

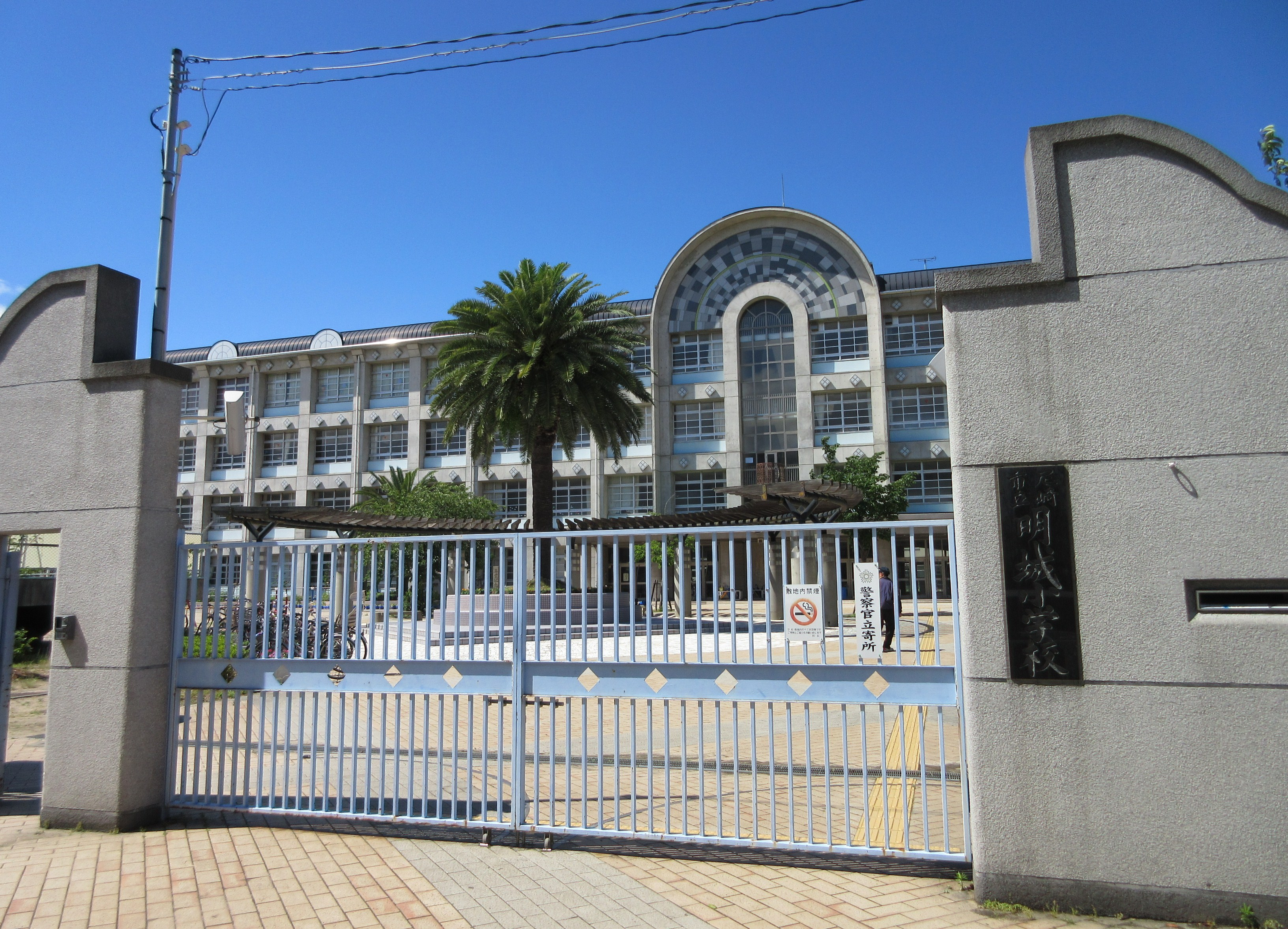
明城小学校
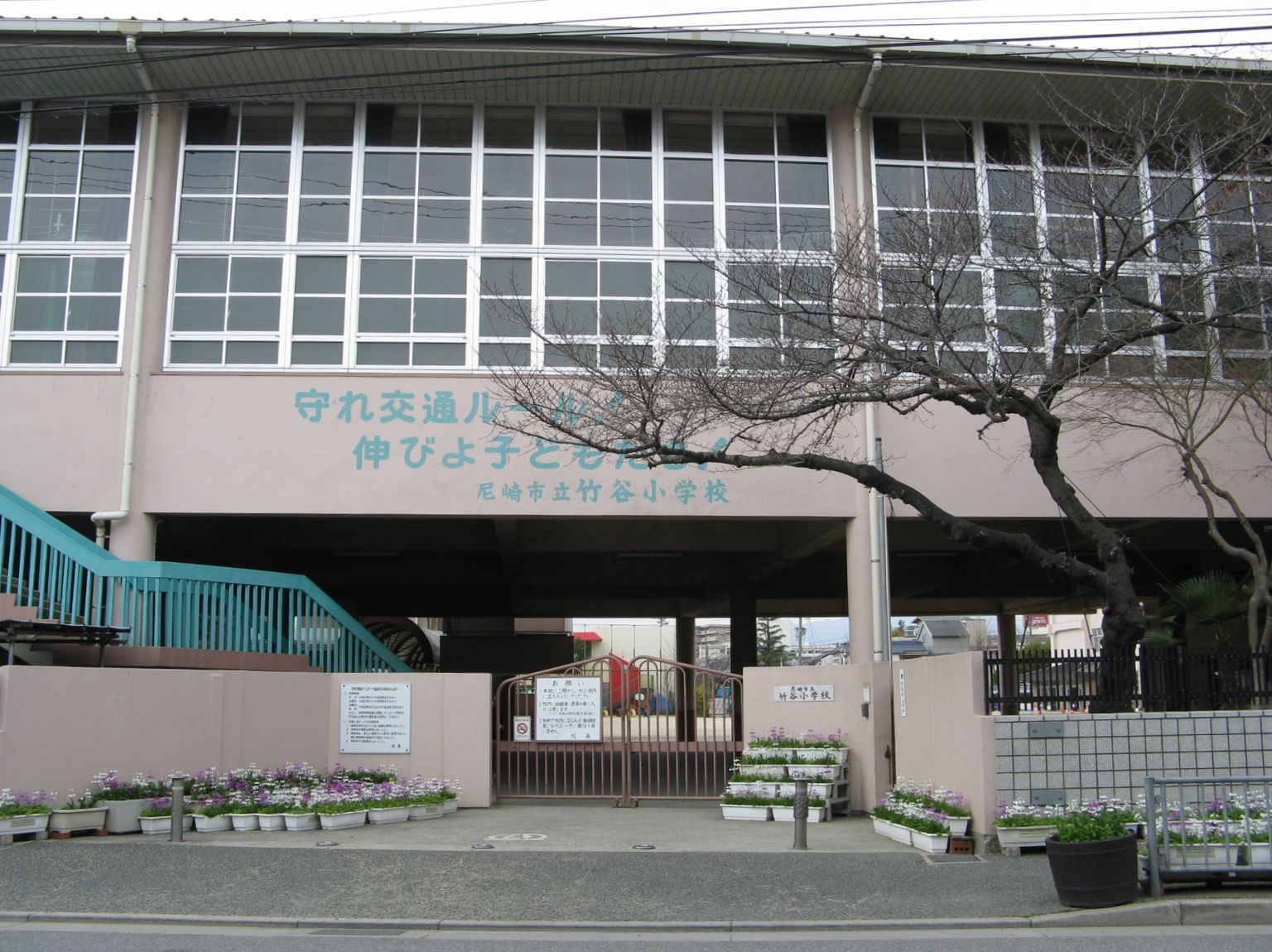
竹谷小学校
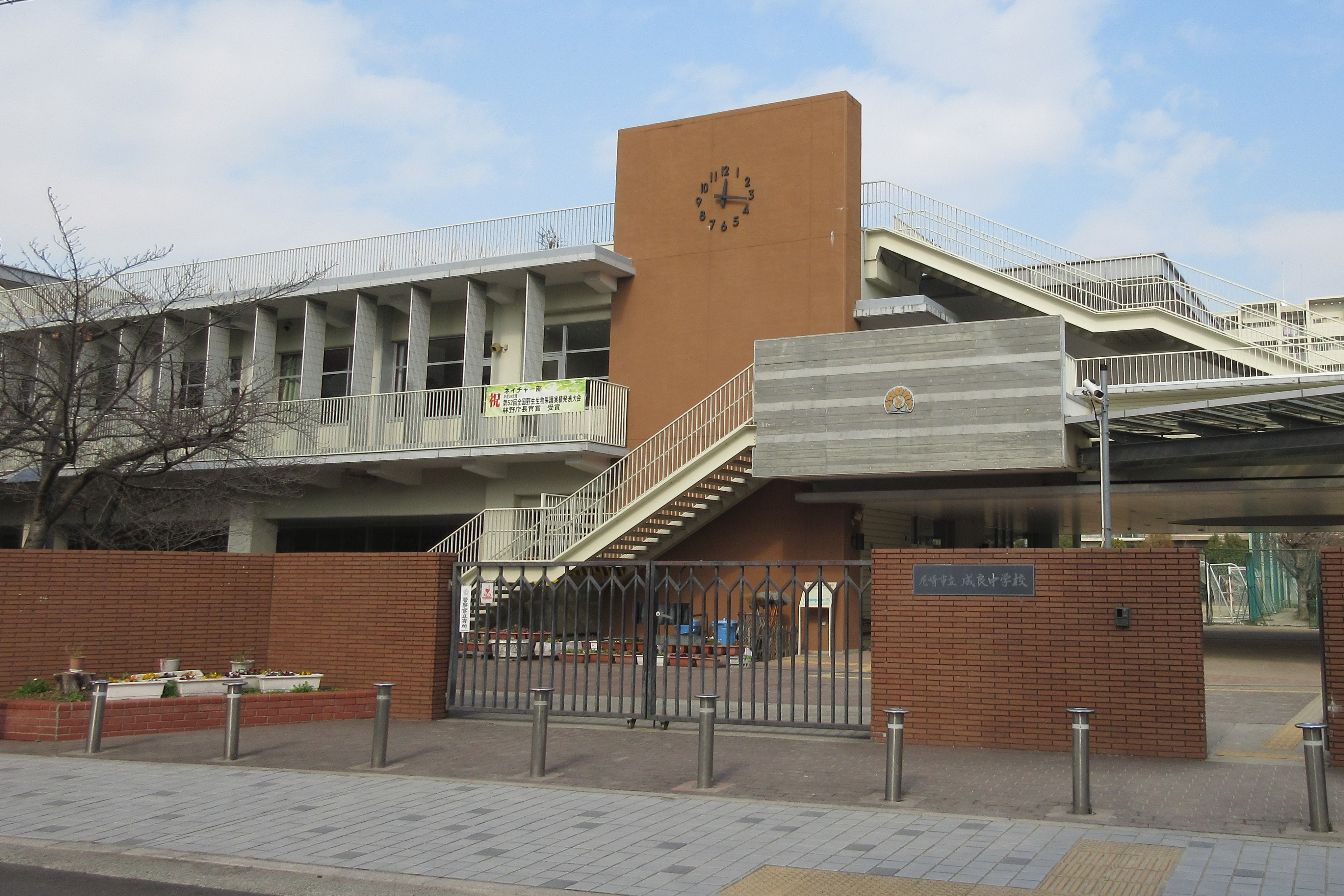
成良中学校
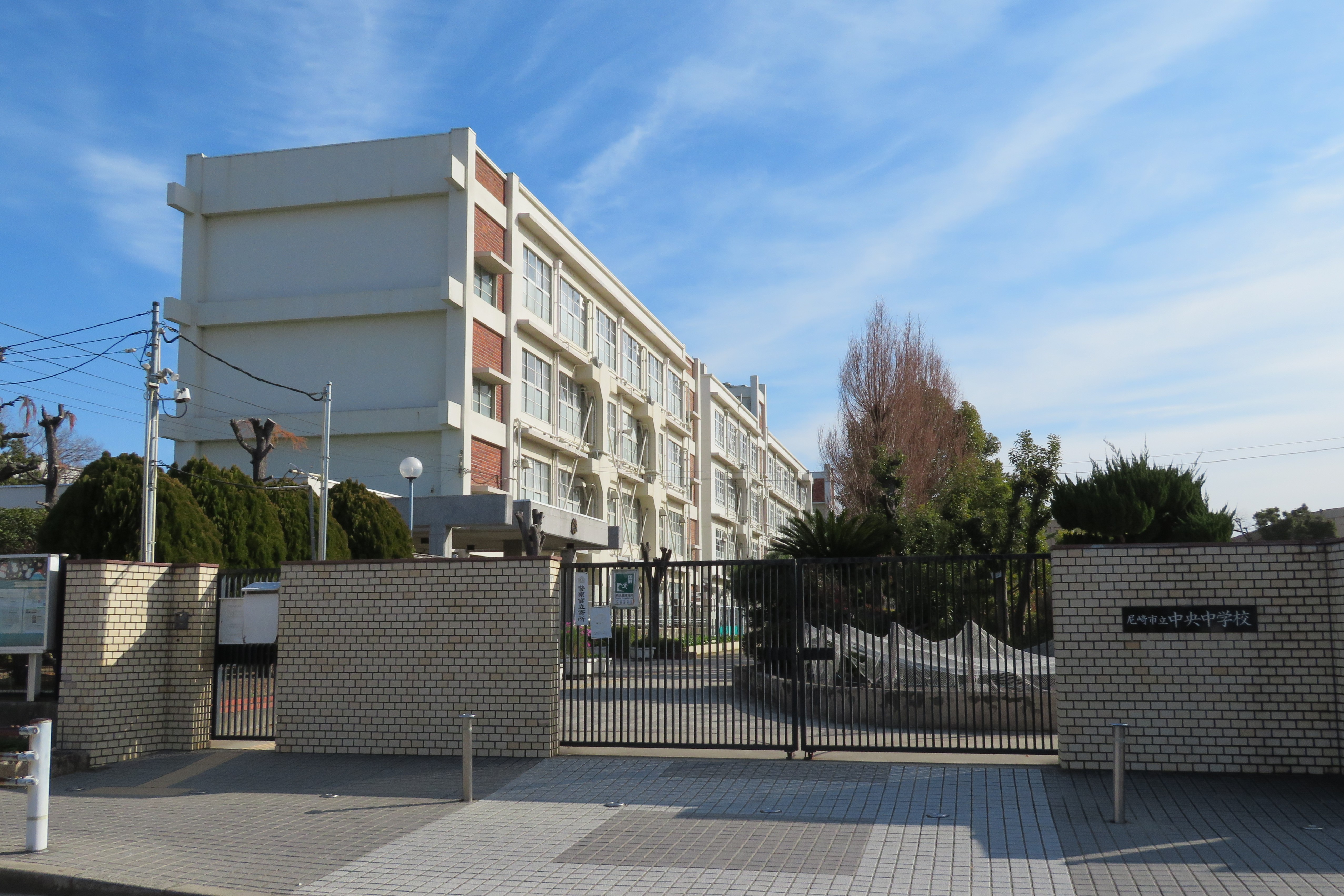
中央中学校

### バス

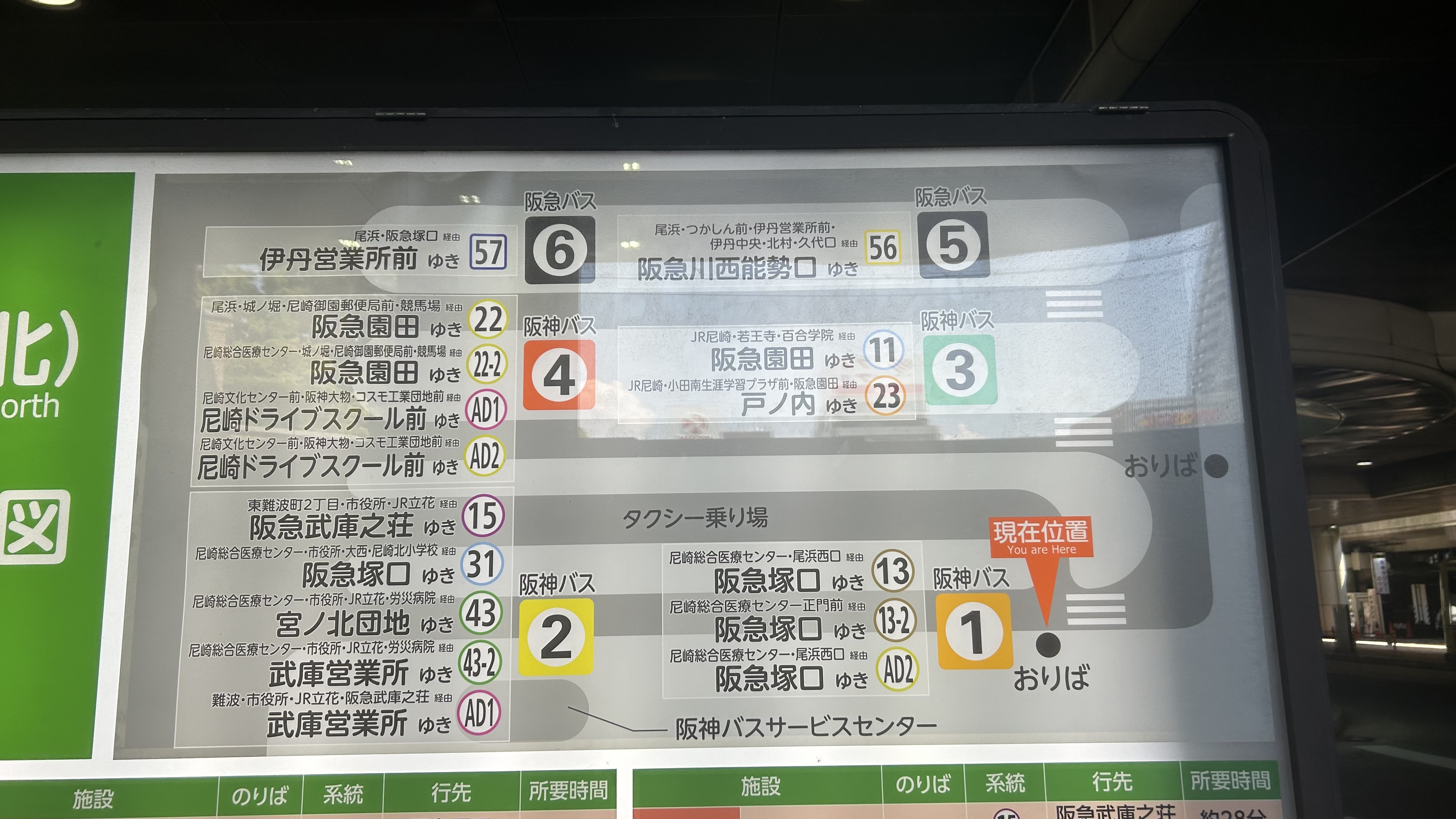
阪神尼崎 (北) バス停乗り場案内

阪神バス・阪急バスが通っている
| 路線名 | 業者     | 起点         | 町内の停留所                 | 終点                   |
| ------ | -------- | ------------ | ---------------------------- | ---------------------- |
| 11     | 阪神バス | 阪急園田     | (東難波町)-阪神尼崎          | 阪神尼崎               |
| 13     | 阪神バス | 阪急塚口     | (東難波町)-阪神尼崎          | 阪神尼崎               |
| 13-2   | 阪神バス | 阪急塚口     | (東難波町)-阪神尼崎          | 阪神尼崎               |
| 15     | 阪神バス | 阪急武庫之荘 | (東難波町)-阪神尼崎          | 阪神尼崎               |
| 22     | 阪神バス | 阪急園田     | (東難波町)-阪神尼崎          | 阪神尼崎               |
| 22-2   | 阪神バス | 阪急園田     | (東難波町)-阪神尼崎          | 阪神尼崎               |
| 23     | 阪神バス | 戸ノ内       | (東難波町)-阪神尼崎          | 阪神尼崎               |
| 31     | 阪神バス | 阪急塚口     | (東難波町)-阪神尼崎          | 阪神尼崎               |
| 43     | 阪神バス | 宮ノ北団地   | (東難波町)-阪神尼崎          | 阪神尼崎               |
| 43-2   | 阪神バス | 武庫営業所   | (東難波町)-阪神尼崎          | 阪神尼崎               |
| AD1    | 阪神バス | 武庫営業所   | (昭和通)-阪神尼崎-(昭和通)   | 尼崎ドライブスクール前 |
| AD2    | 阪神バス | 阪急塚口     | (東難波町)-阪神尼崎-(昭和通) | 尼崎ドライブスクール前 |
| 56     | 阪急バス | 阪神尼崎     | 阪神尼崎-(東難波町)          | 阪急川西能勢口駅       |
| 57     | 阪急バス | 阪神尼崎     | 阪神尼崎-(東難波町)          | 伊丹営業所前           |

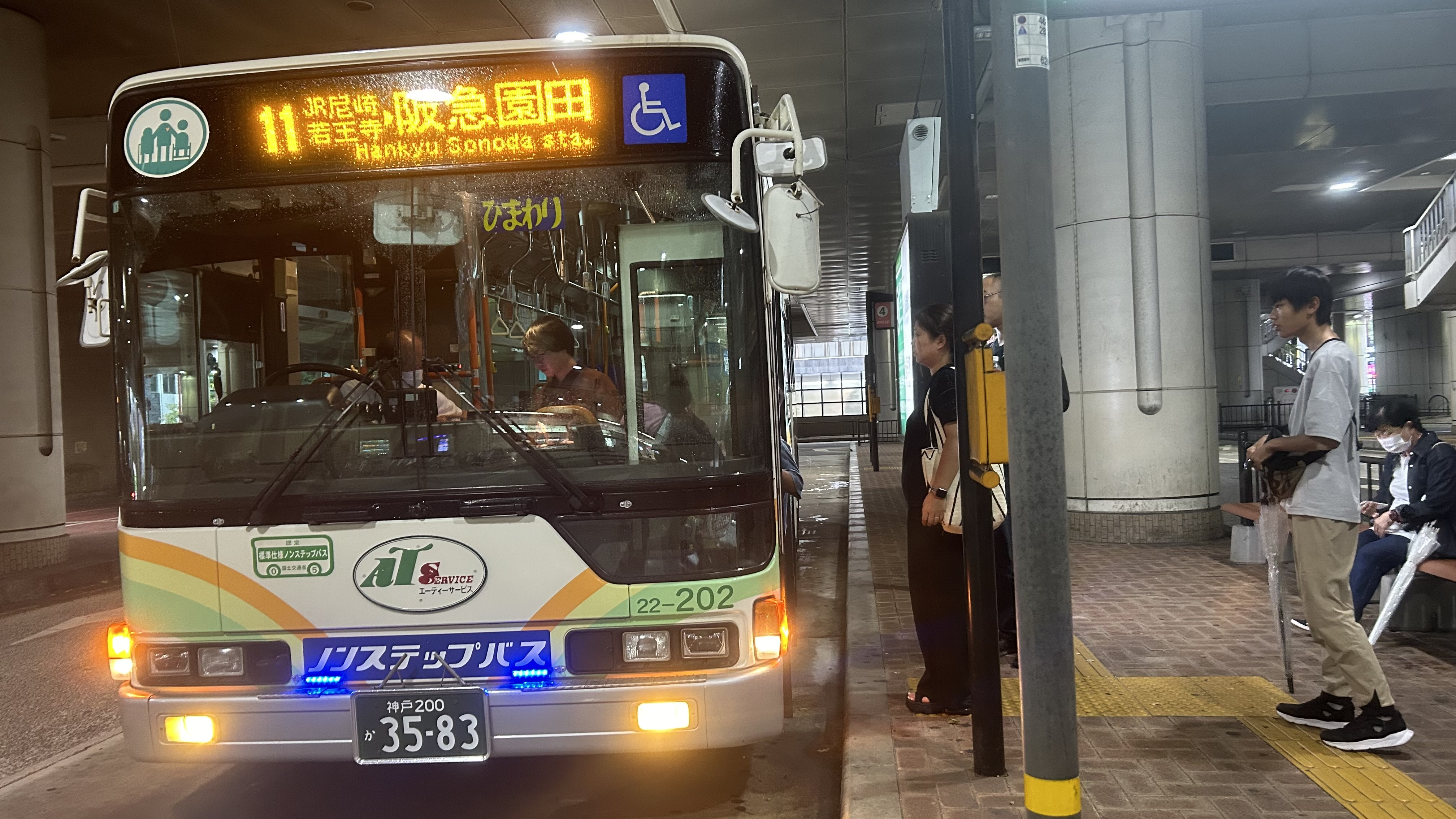
11系統
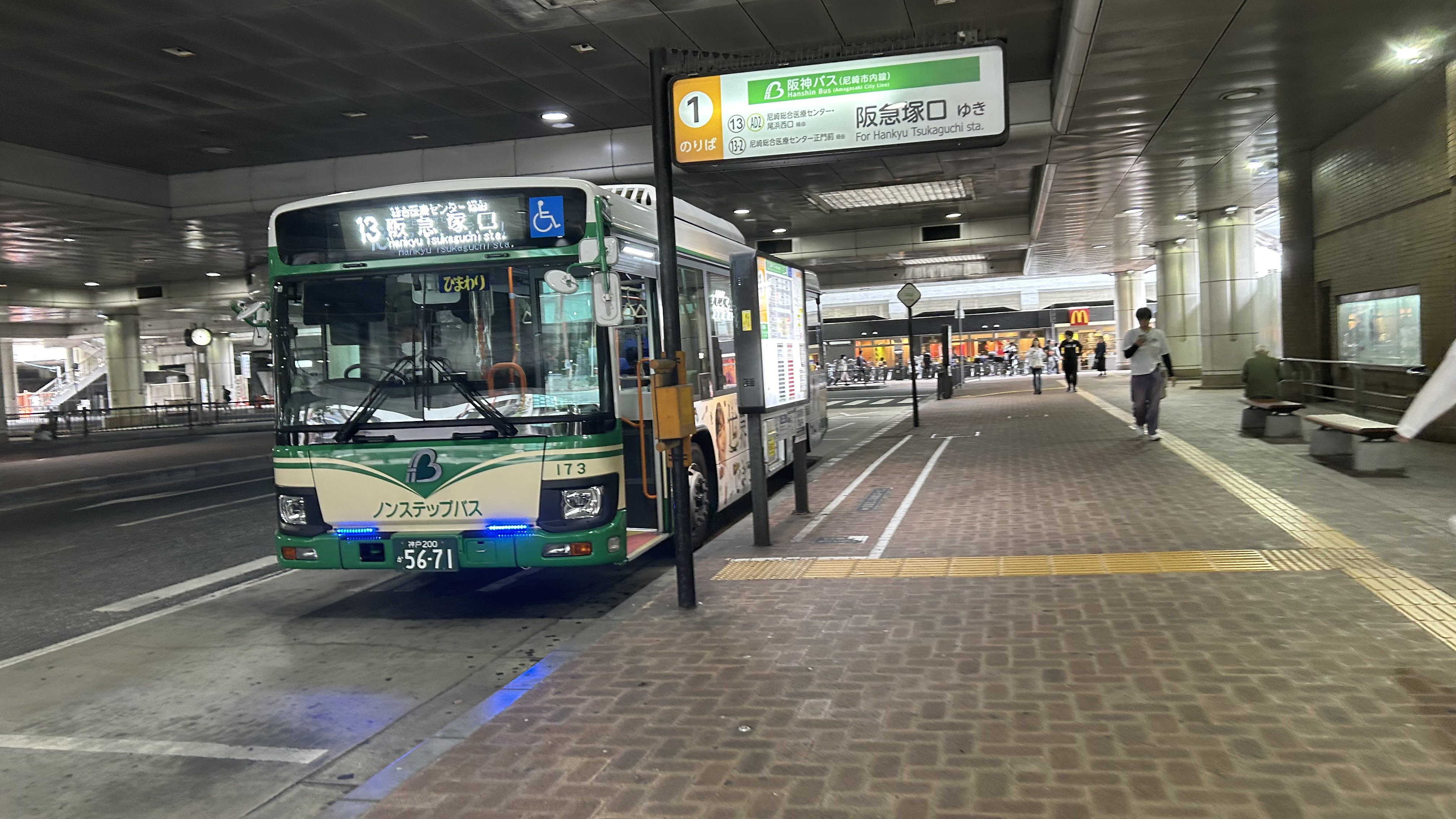
13番
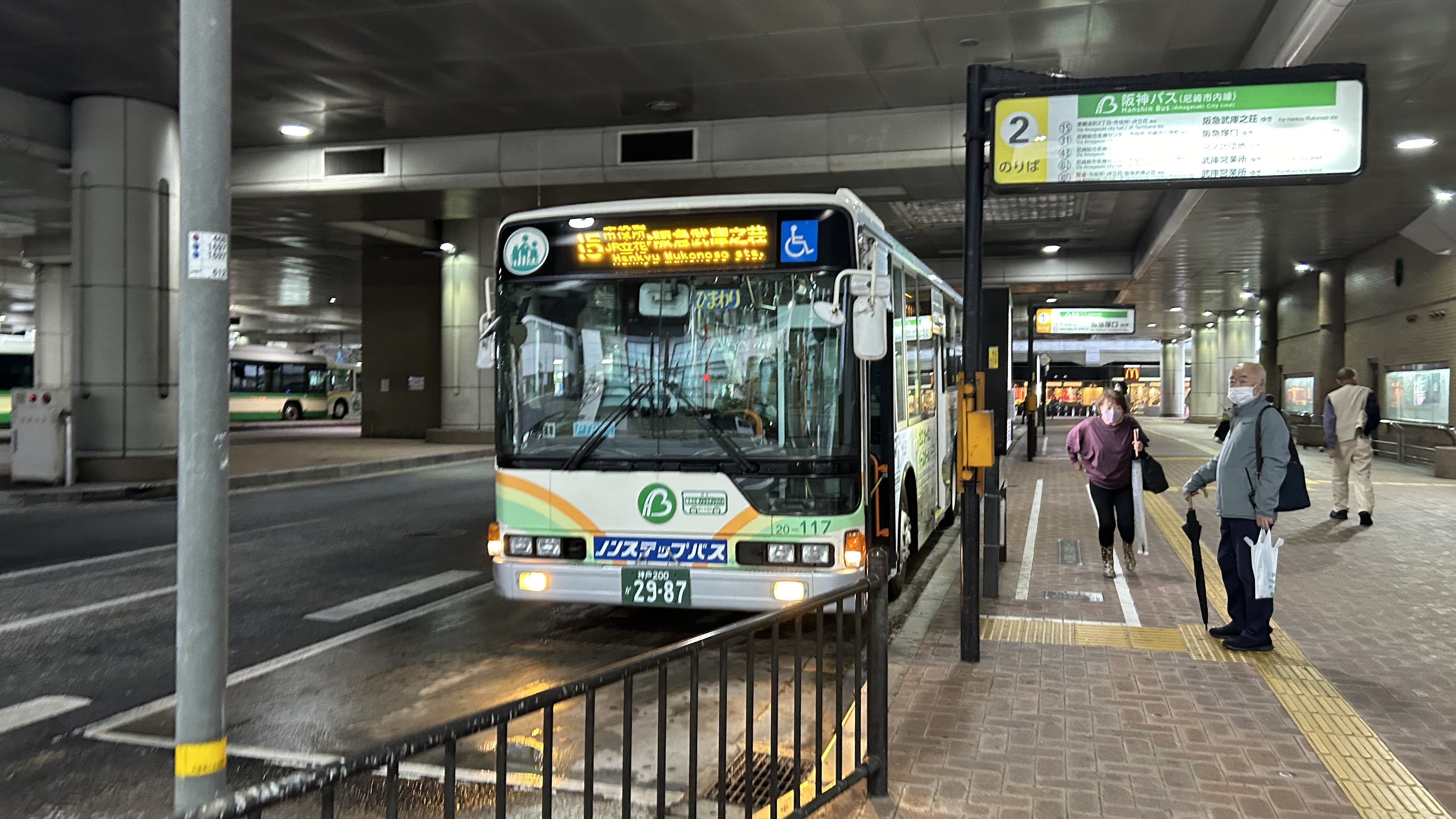
15番
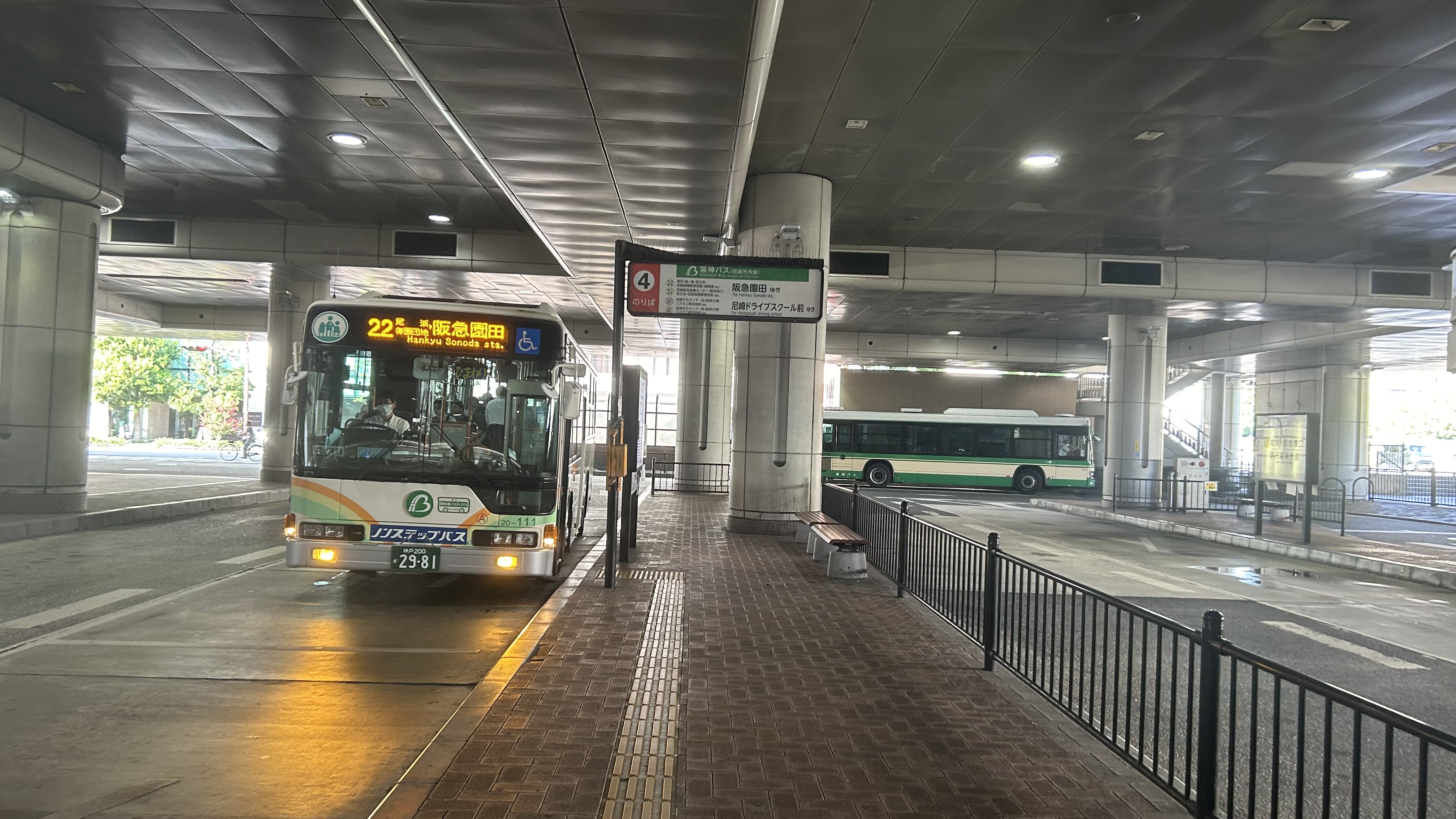
22番
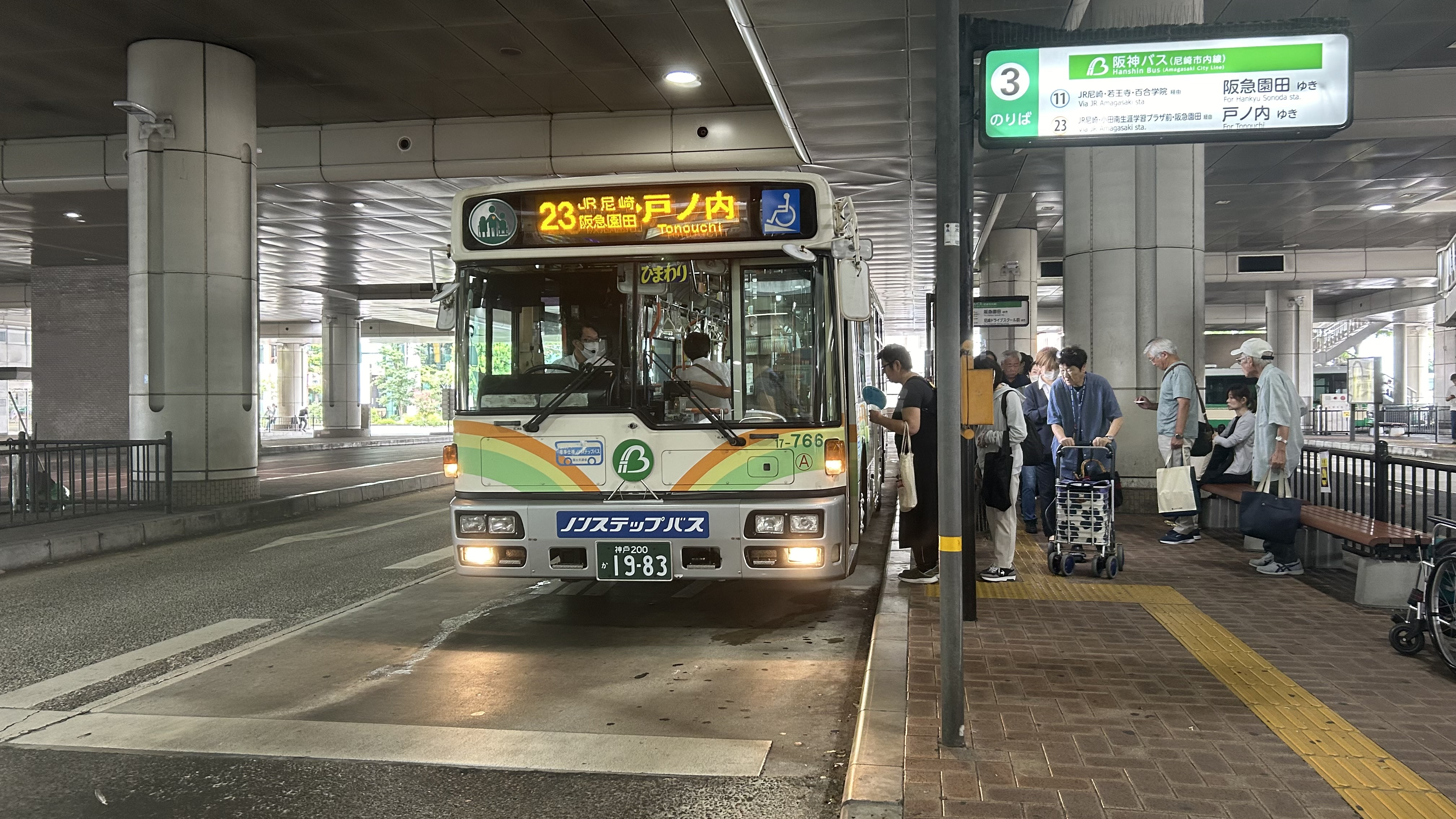
23番
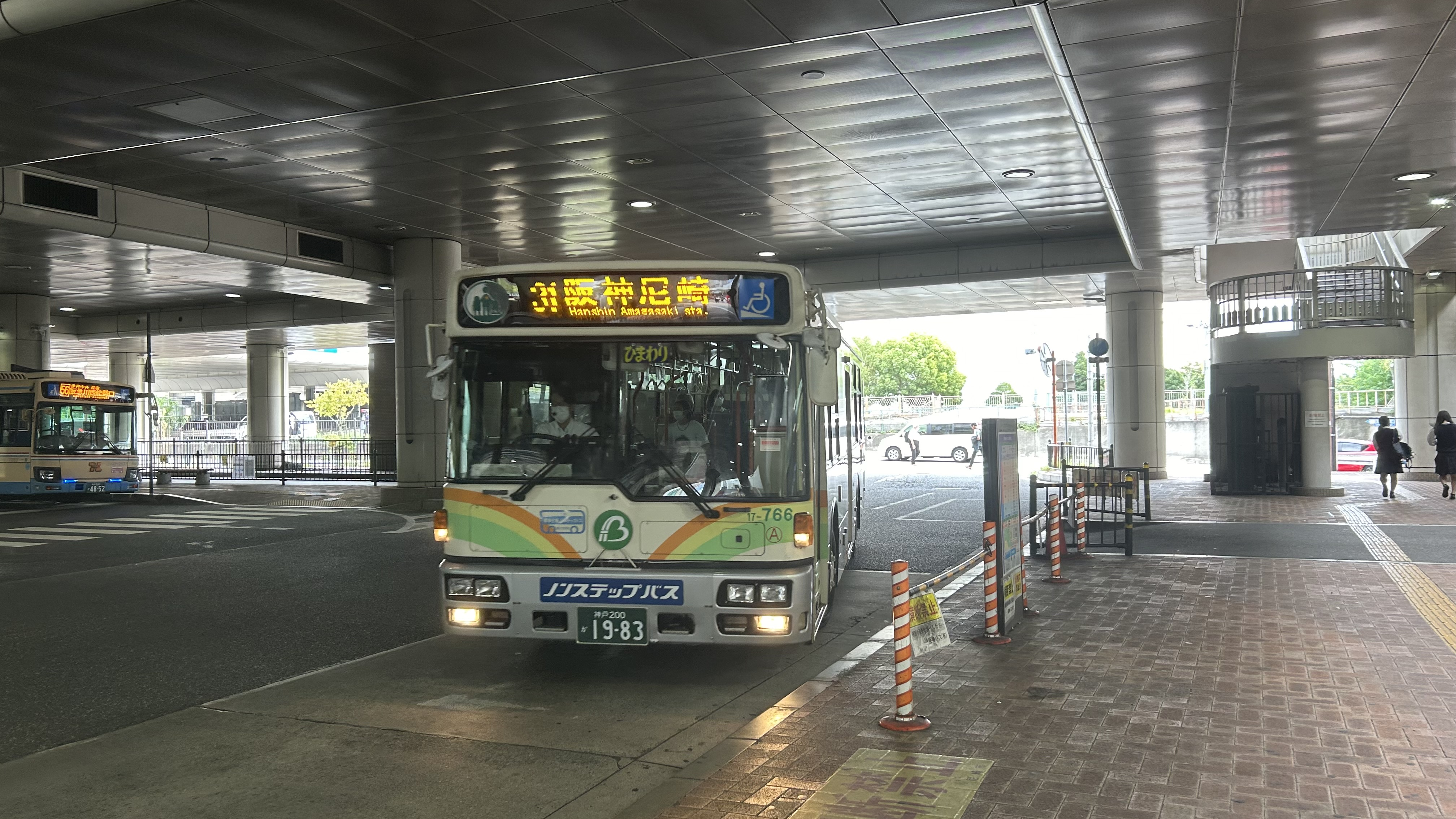
31番
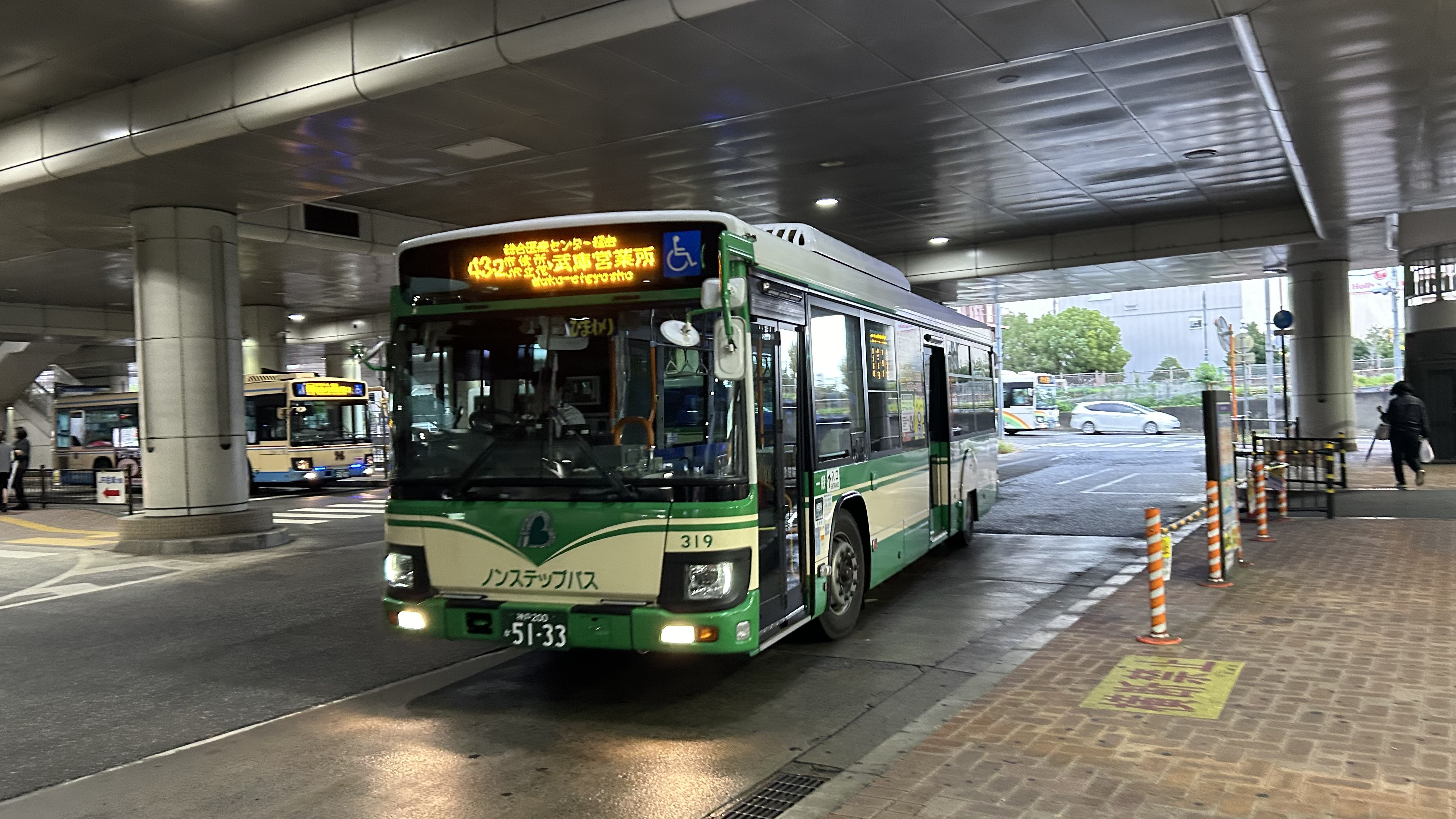
43-2番
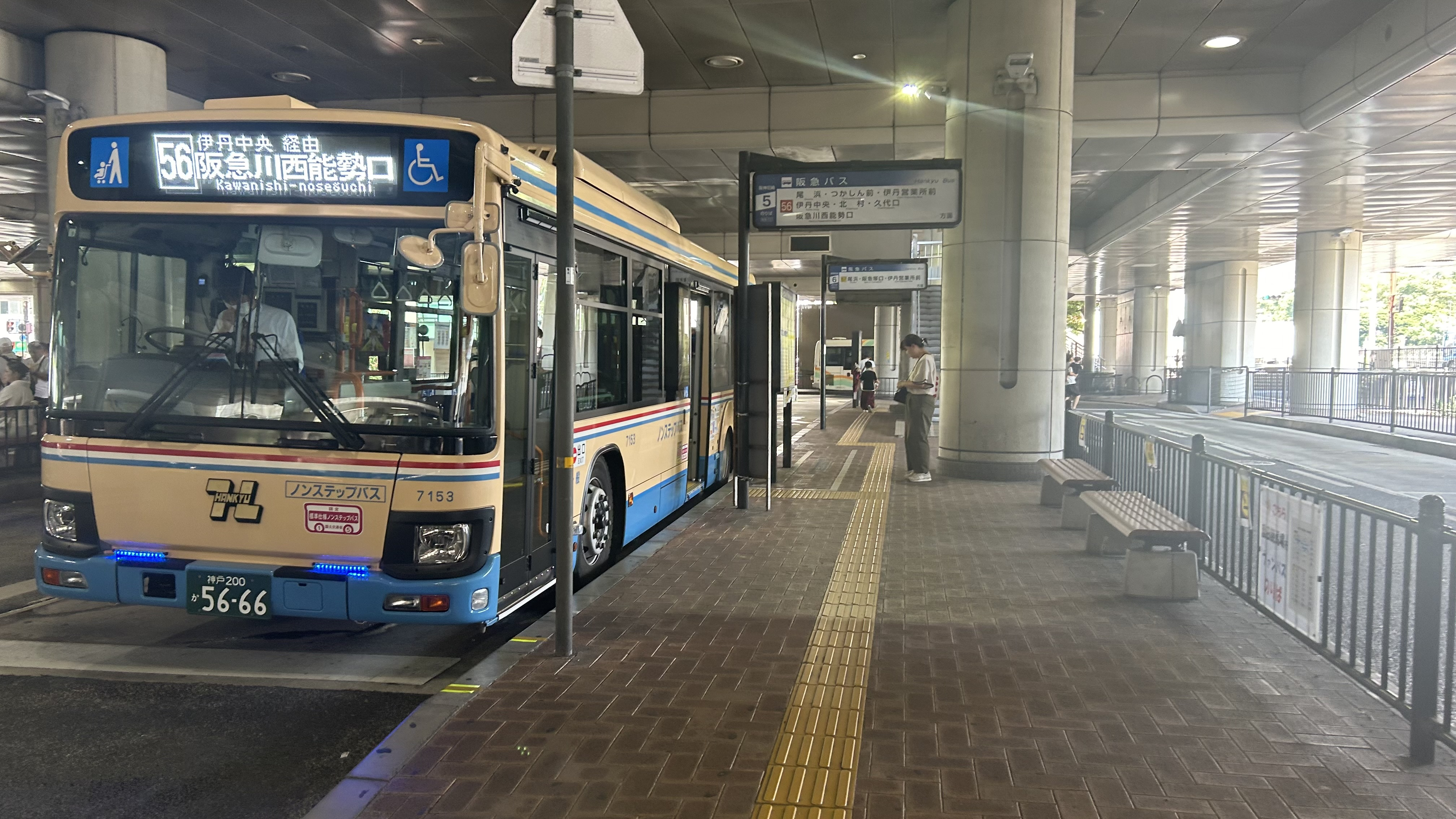
56系統

## 校区[3]
| 丁目 | 小学校     | 中学校     |
| ---- | ---------- | ---------- |
| 1    | 明城小学校 | 成良中学校 |
| 2    | 明城小学校 | 成良中学校 |
| 3    | 竹谷小学校 | 中央中学校 |
| 4    | 竹谷小学校 | 中央中学校 |
| 5    | 竹谷小学校 | 中央中学校 |
| 6    | 竹谷小学校 | 中央中学校 |
| 7    | 竹谷小学校 | 中央中学校 |
| 8    | 竹谷小学校 | 中央中学校 |
| 9    | 竹谷小学校 | 中央中学校 |

- 明城小学校
- 竹谷小学校
- 成良中学校
- 中央中学校

## 施設
2丁目から6丁目の一部までは尼崎中央商店街が通っている

### 1丁目

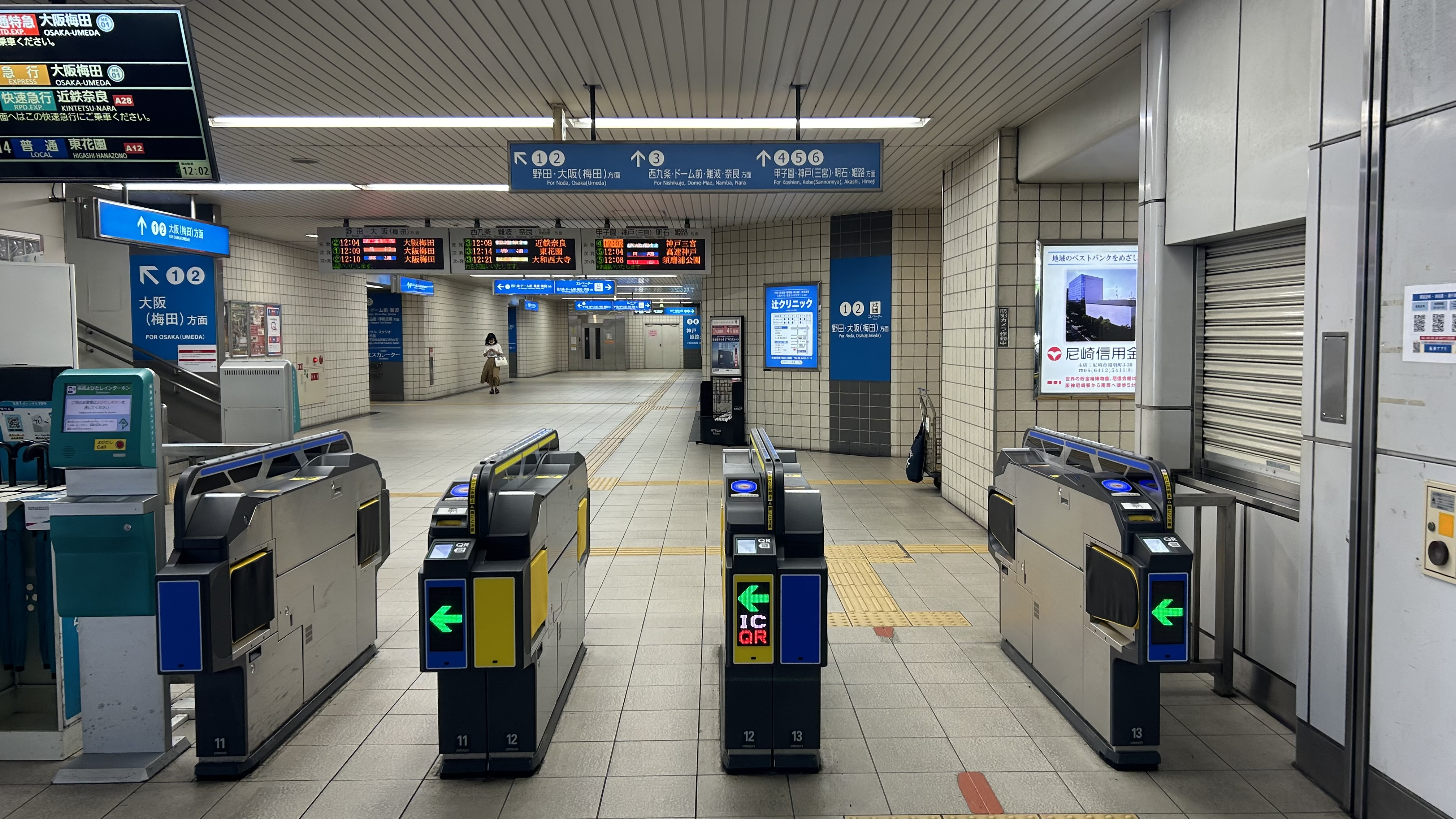
尼崎駅
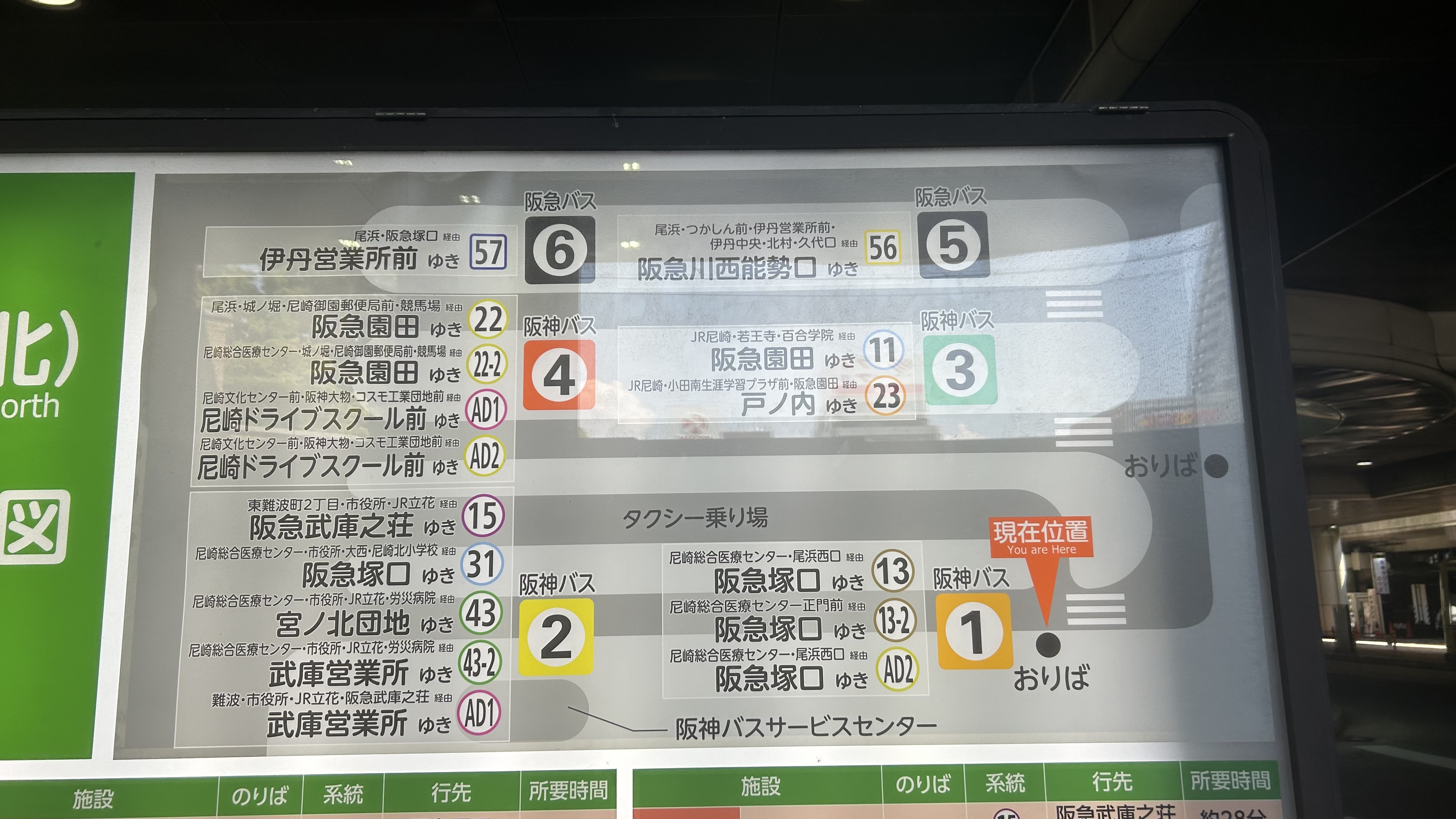
阪神尼崎 (北) バス停
- 空中庭園
- 中央公園
- あまがさき観光案内所
- マクドナルド
- ローソン

- 尼崎駅
- 阪神尼崎 (北) バス停乗り場案内

#### アマセン
- ブックファースト阪神尼崎店

### 2丁目
- セブンイレブン阪神尼崎西店
- 松屋
- キコーナ
- 阪神尼崎車両基地

### 3丁目
- 尼崎えびす神社
- ダイソー尼崎中央店

### 6丁目
- 業務スーパー三和店